# صحراء شلبي

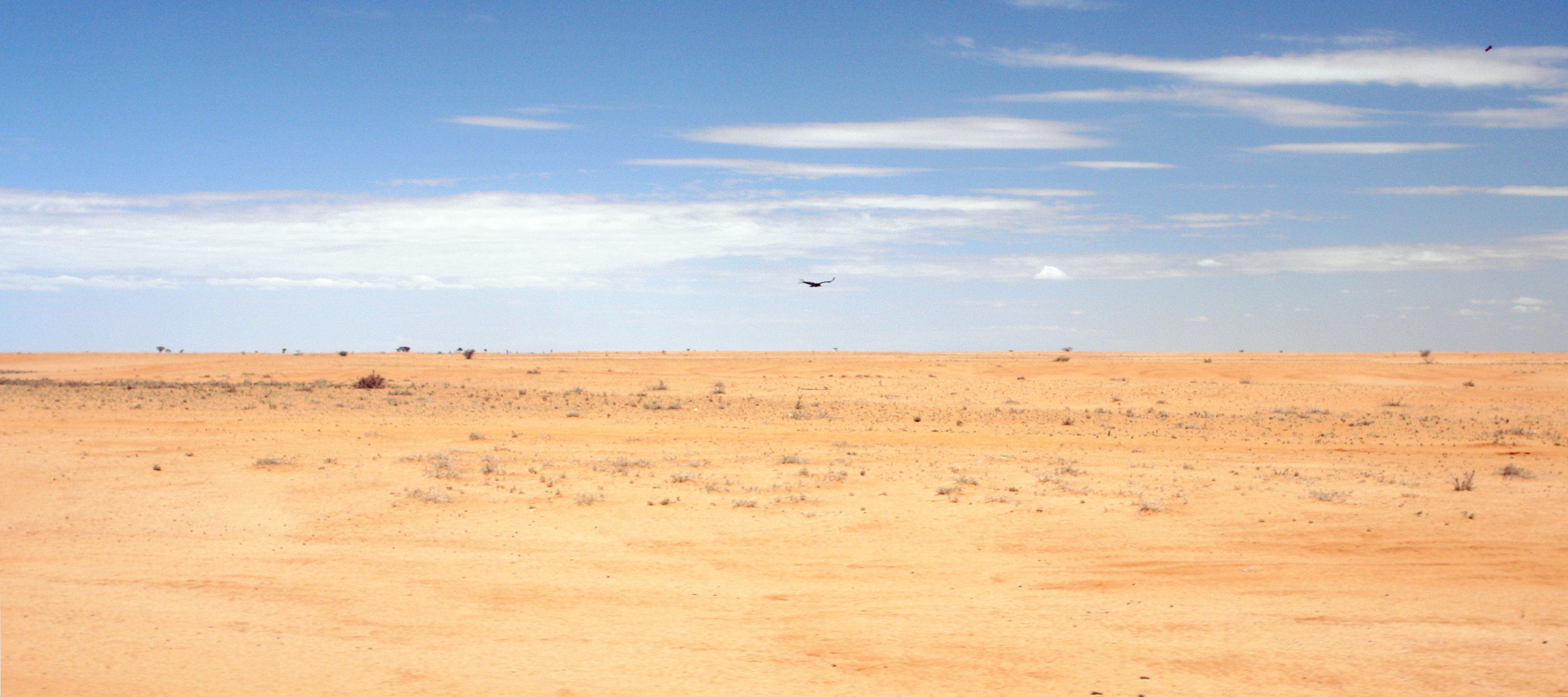

صحراء شلبي هي صحراء صغيرة، تقع في شمال كينيا وجنوب إثيوبيا، كما أنها تقع شرقي بحيرة توركانا الكينية التي تعد أكبر بحيرة صحراوية دائمة في العالم، تعد مدينة مارسابيت الكينية هي أقرب مدينة كبيرة للصحراء.